# دوني إليوت
دوني إليوت (بالإنجليزية: Donnie Elliott)‏ هو لاعب كرة قاعدة أمريكي، ولد في 20 سبتمبر 1968 في باسادينا في الولايات المتحدة.

## وصلات خارجية
- دوني إليوت على موقعبيزبول رفرنس.كوم (الدوري الرئيسي) (الإنجليزية)
- دوني إليوت على موقعبيزبول رفرنس.كوم (الدوري الثانوي) (الإنجليزية)
- دوني إليوت على موقع مشجعي الرسوم البيانية (الإنجليزية)